# Ramie sněhobílá

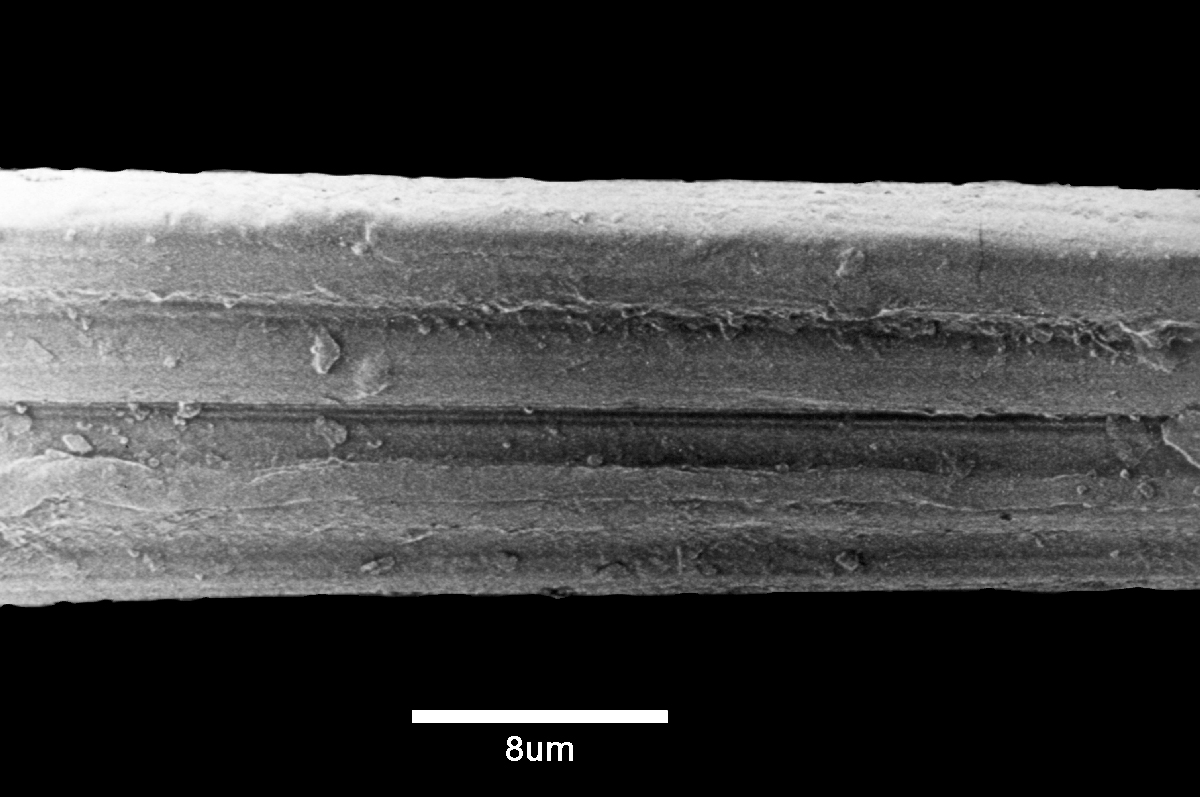
Vlákno ramie 1500 x zvětšené

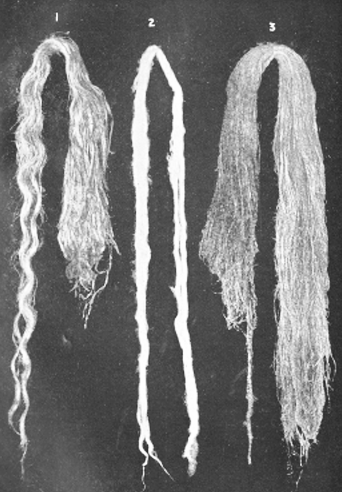
Vlákna ramie: 1 surová, 2 odklížená, 3 čištěná

Ramie sněhobílá (Boehmeria nivea) je tropická rostlina z čeledi kopřivovité pěstovaná převážně pro lýkové textilní vlákno.

## Historie
Nejstarší doklady o pěstování ramie pocházejí z Číny. Při vykopávkách v Hemudu (provincie Če-ťiang) byly nalezeny provazy z ramie a listy z této rostliny z období kolem roku 4000 před n. l. 
  
V Evropě byla ramie známá teprve asi od poloviny 19. století a k širšímu požití a výrobě ramiové příze došlo teprve od posledních let 19. století po vynálezu strojní  dekortikace a odklížení surové ramie. Ramie se dovážela do Evropy hlavně z Číny a z Indie, většinou ve formě pásků lýka, které se zde zpracovávaly na speciálních strojích až po přízi. Na začátku 20. století vyvážela např. Čína ročně až 17 kilotun surové ramie (24-25 £/t). Hlavními odběrateli v Evropě byly Německo a Francie (po 1,5 kilotunách).
Od 2. poloviny 20. století až do 1. dekády 21. století se vykazovaly celosvětové dodávky ramie ročně až 300 kilotun,  např. v roce 2007 asi 291 kilotun (97 % Čína, 1,5 % Brazílie). Ve 20. letech se však snížily pod 10 kilotun.

## Popis
Ramie sněhobílá je jednodomý, řídce větvený keř dorůstající výšky 0,5 až 1,5 metru. Větévky, mladší stonky a řapíky jsou hustě chlupaté. Rostliny nejsou žahavé. Listy jsou jednoduché, střídavé, s okrouhlou až široce vejčitou, na bázi klínovitou až srdčitou, 5 až 15 cm dlouhou čepelí. Řapík je 2,5 až 10 cm dlouhý. Žilnatina je od báze trojžilná, se 3 páry postranních žilek. Listy jsou na okraji zubaté, na líci poněkud drsné a řídce srstnaté, na rubu hustě bíle plstnaté. Palisty jsou kopinaté, volné nebo srostlé a pak dvouklané, 7 až 11 mm dlouhé. Květy jsou jednopohlavné, v jednopohlavných klubkách vyrůstajících na specializovaných úžlabních větévkách. Větévky vyrůstají v páru a jsou bohatě větvené, za plodu často stěsnané.
Samčí klubka jsou složená z několika květů, 2 až 4 mm široká. Samčí květy jsou čtyřčetné, přisedlé, asi 1,5 mm velké, s okvětím srostlým asi do poloviny. Samičí klubka jsou mnohokvětá, o průměru 2 až 3 mm. Samičí květy jsou jen 0,6 až 0,8 mm velké, s trubičkovitým okvětím a asi 1 mm dlouhou bliznou. Plodem je vejcovitá nažka asi 0,6 mm dlouhá, obalená vytrvalým okvětím.
Vedle  Boehmeria nivea se pro textilní vlákno pěstuje varianta  Boehmeria tenacissima (někdy zvaná ramie zelená), která má podobné vlastnosti (vlákna jsou hrubší, ale pevnější). Nařízení  EU definuje (v roce 2011) ramii jako lýkové vlákno z Boehmeria nivea a z Boehmeria tenacissima.

## Pěstování a sklizeň
Rostliny mají životnost 6-20 let. Sklízí se obvykle třikrát ročně, výnos syrových stonků v prvních 4 letech do 30 tun později až 40 t/ha. Ze surového stonku se získává 2-4 % lýka, průměrný výnos čistých vláken se odhaduje na 1 t/ha.
Lýko se dá oddělit jen dekortikací, nejlépe přímo na plantáži hned po sklizni. Po dekortifikaci jsou vlákna slepena 25-30 % klihu, který se odastraňuje  chemicky, enzymy nebo biologicky, na vláknech zůstává maximálně 1,5 % klovatiny. Některé druhy se současně s odklížením  bělí.

## Vlastnosti
Elementární vlákna jsou 40-200 mm dlouhá, jemnost dosahuje 25-30 µm, pevnost až 90 cN/tex (6x pevnější než bavlna a 2x než len), hmotnost 1,50-1,55 g/cm³, navlhavost 12 %. Ramie je rezistentní proti bakteriím, hnilobě a mírným alkáliím, degraduje při 280°C.

## Zpracování
Ke spřádání se materiál třídí na 3 druhy: dlouhá, střední a krátká vlákna, 60 % jsou zpravidla dlouhá vlákna. Délka vláken je rozhodující pro volbu systému zpracování na přízi. Během posledních asi 150 let byly vyzkoušeny adaptované stroje, nejčastěji z výroby  šapové příze ( česané až na 30 % krátkých vláken) doplněné někdy speciálními konstrukcemi. Např. na začátku 20. století se používaly tzv. „dressing machines“  na urovnání vláken u dlouhovlákné ramie a „filling machines“ s mykacím účinkem pro krátkovlákné ramie a část vláken se zpracovávala na adaptovaných lnářských strojích mokrým dopřádáním. Nejjemnější příze se vyráběly až do 10 tex.

## Použití
Klasické je použití přízí na paličkování a jiné ruční práce. Příze z ramie se také používají na mnoho druhů oděvních tkanin a technických textilií.
Tkaniny jsou velmi pevné a trvanlivé, snadno se mačkají, mohou být i křehké, po častějším prádle zhrubnou na povrchu. Výrobky jsou na stejné cenové úrovni se lněnými.

### Netextilní výrobky
Speciální papír (z ramiové celulózy), krmivo pro dobytek (z listů a výhonků ramie)
Sušené a na prášek rozdrcené listy ramie se používají v čínské a vietnamské kuchyni jako zdroj zeleného potravinářského barviva, tato přísada dodává zelenou barvu a lehce trávovou příchuť například vietnamskému moučníku bánh gai.

## Galerie
(Stroje vyrobené v Evropě  pro zpracování ramie na začátku 20. století a výrobky z ramie v průběhu asi 300 let)

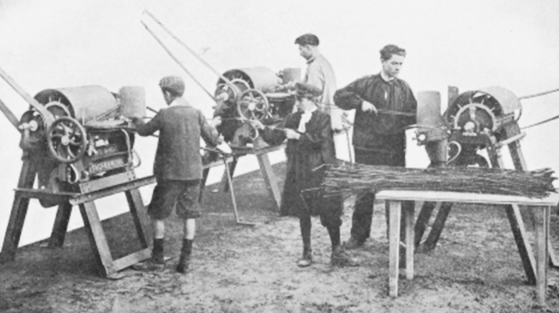
Dekortikace na francouzských strojích
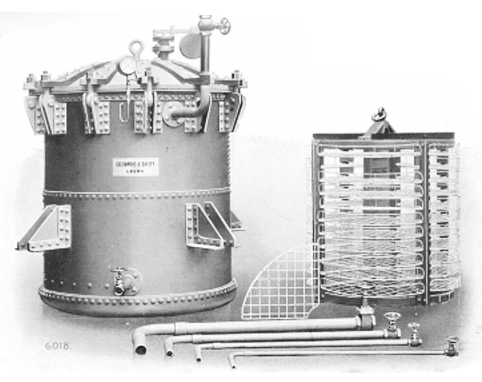
Zařízení na odklížování vláken
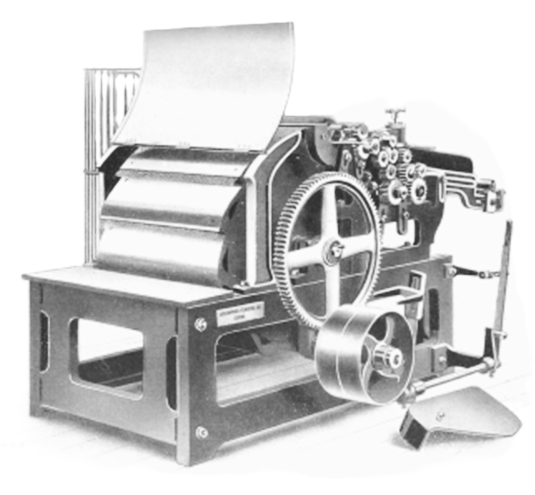
„Filling engine“, stroj s mykacím účinkem
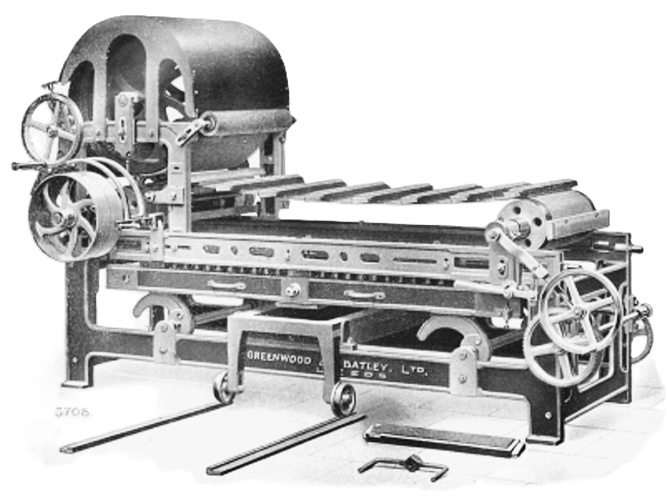
„Dressing machine“, stroj na urovnávání vláken ramie
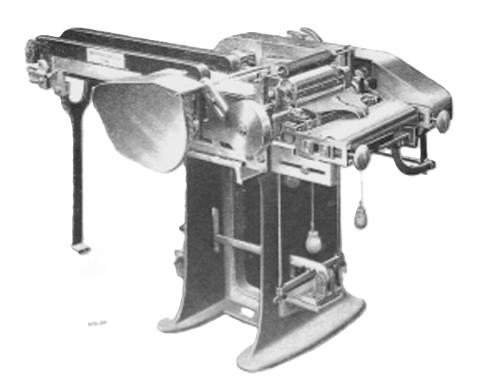
Hřebenový protahovací stroj
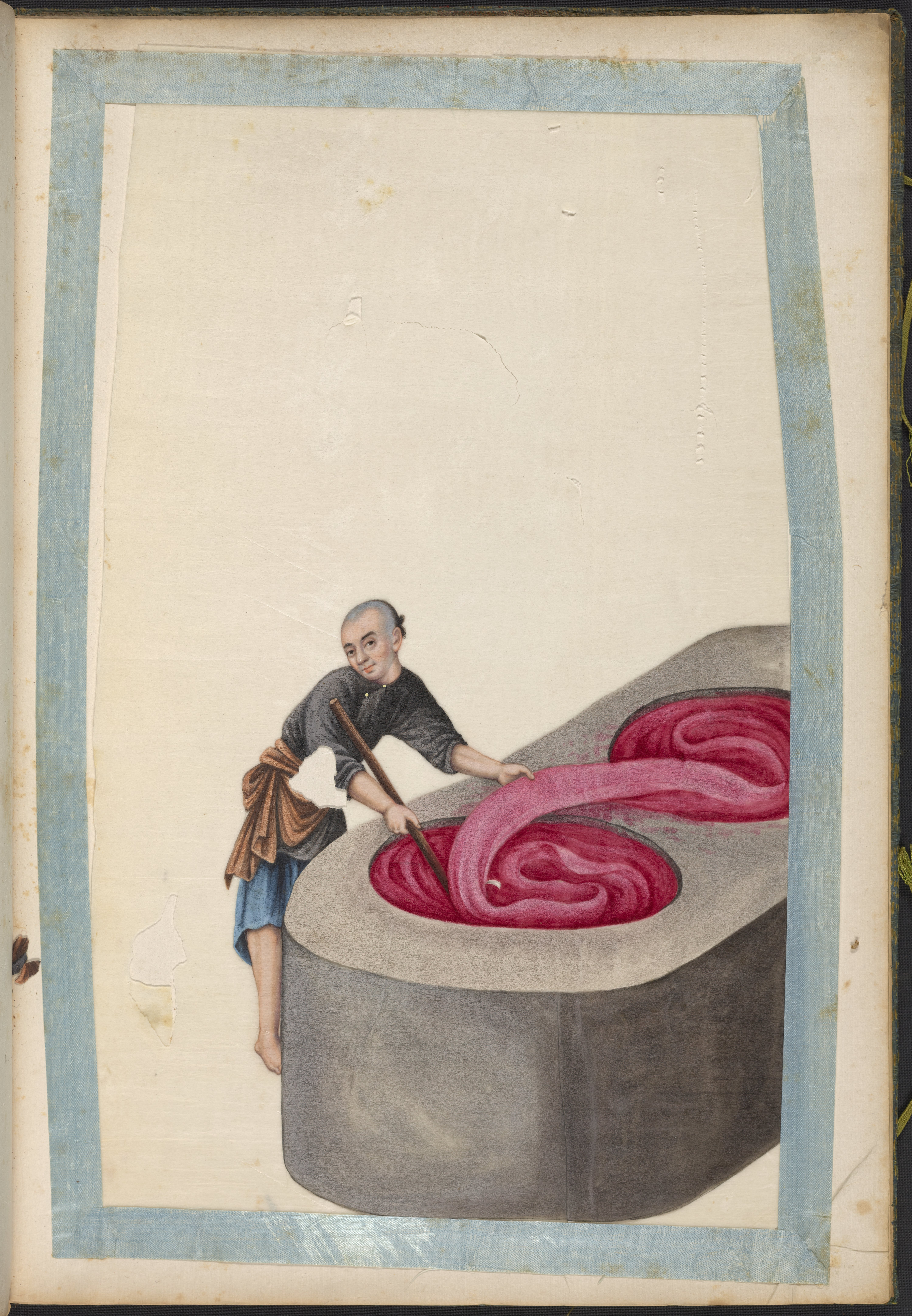
Tkaní ramie na čínském ručním stavu (akvarel v historické knize z roku 1820)
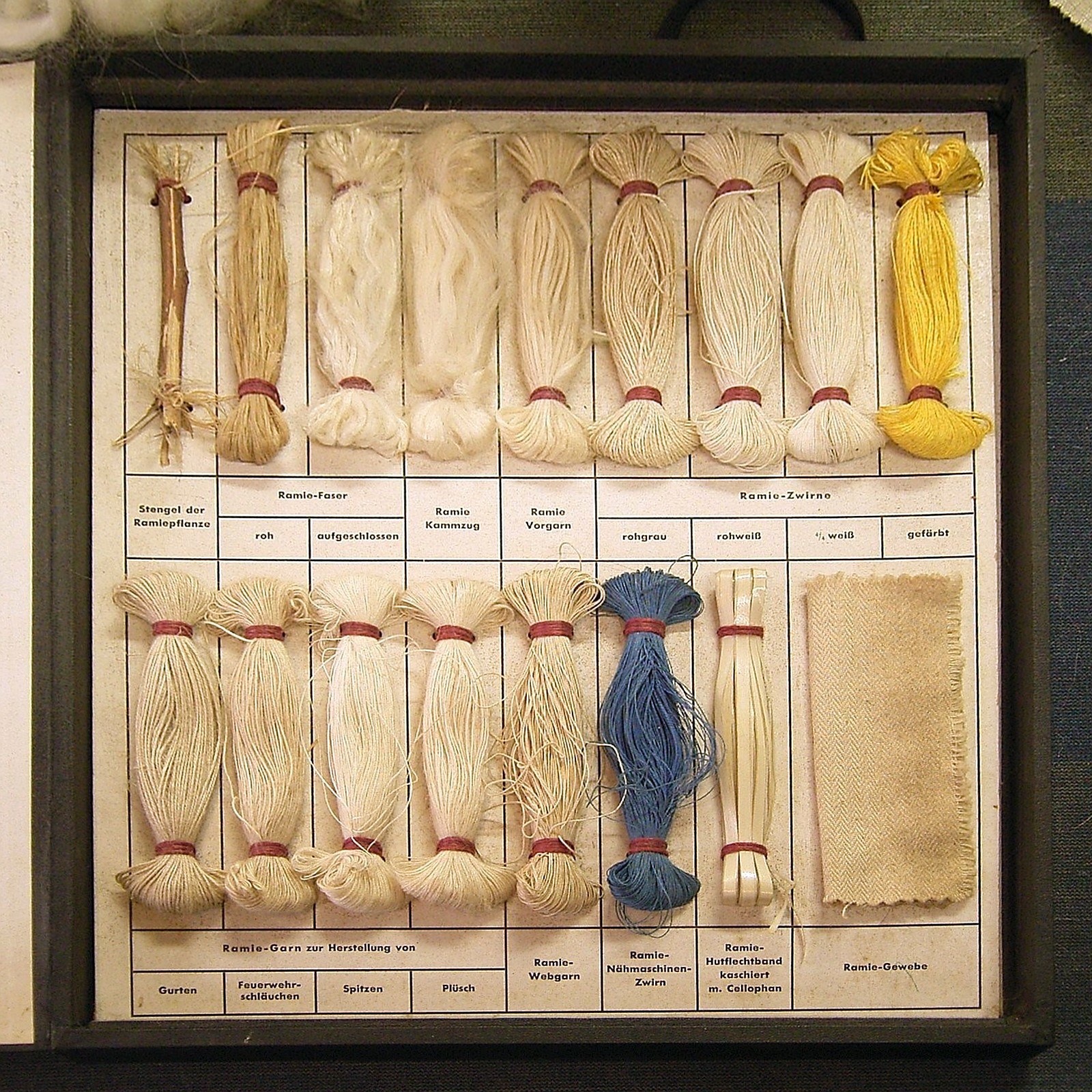
Vzorky: Stupně zpracování ramie od stonku až po hotovou tkaninu
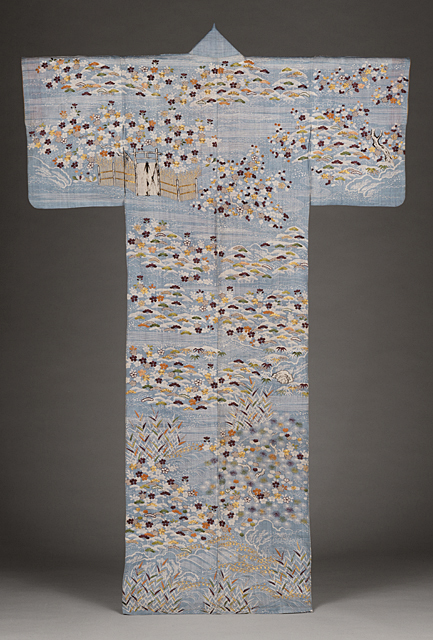
Japonská výšivka z hedvábných a kovových nití na plátnu z ramie (z přelomu 18. a 19. století
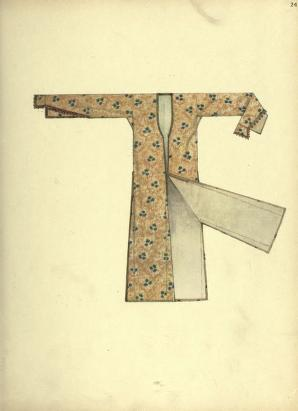
Bavlněné šaty s ramiovou podšívkou (pravděpod. Egypt 1922)
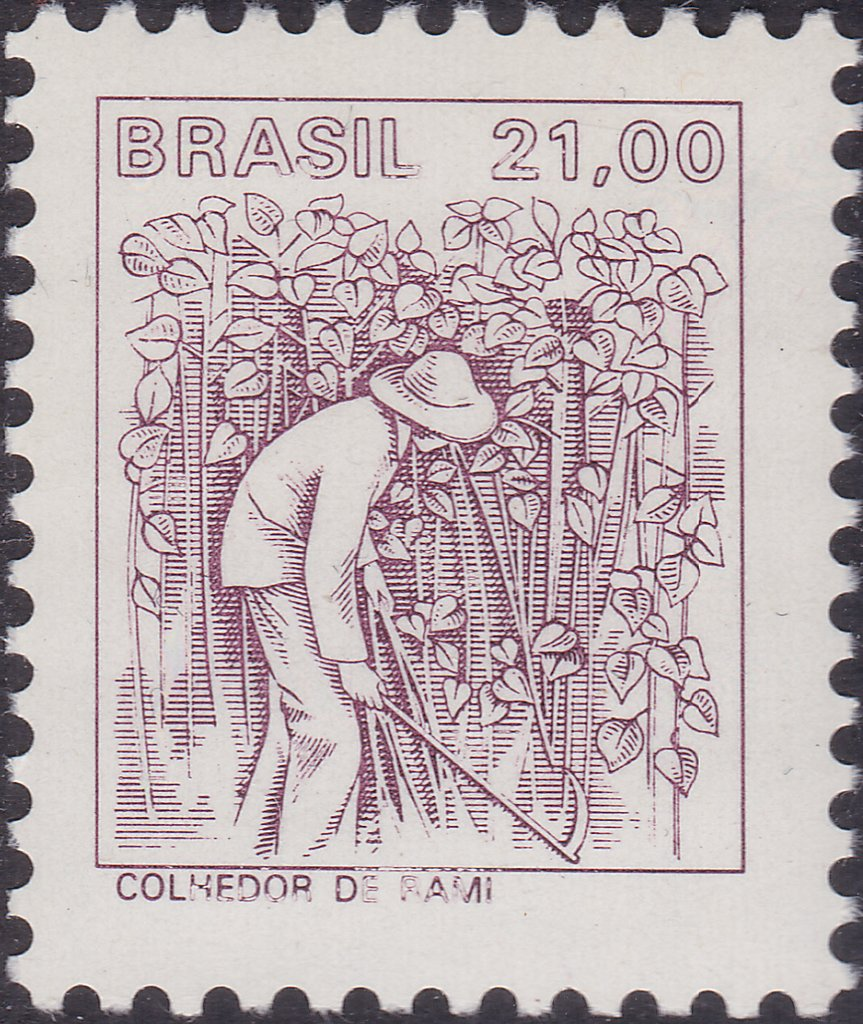
Sklizeň ramie na brazilské poštovmí známce (1929)
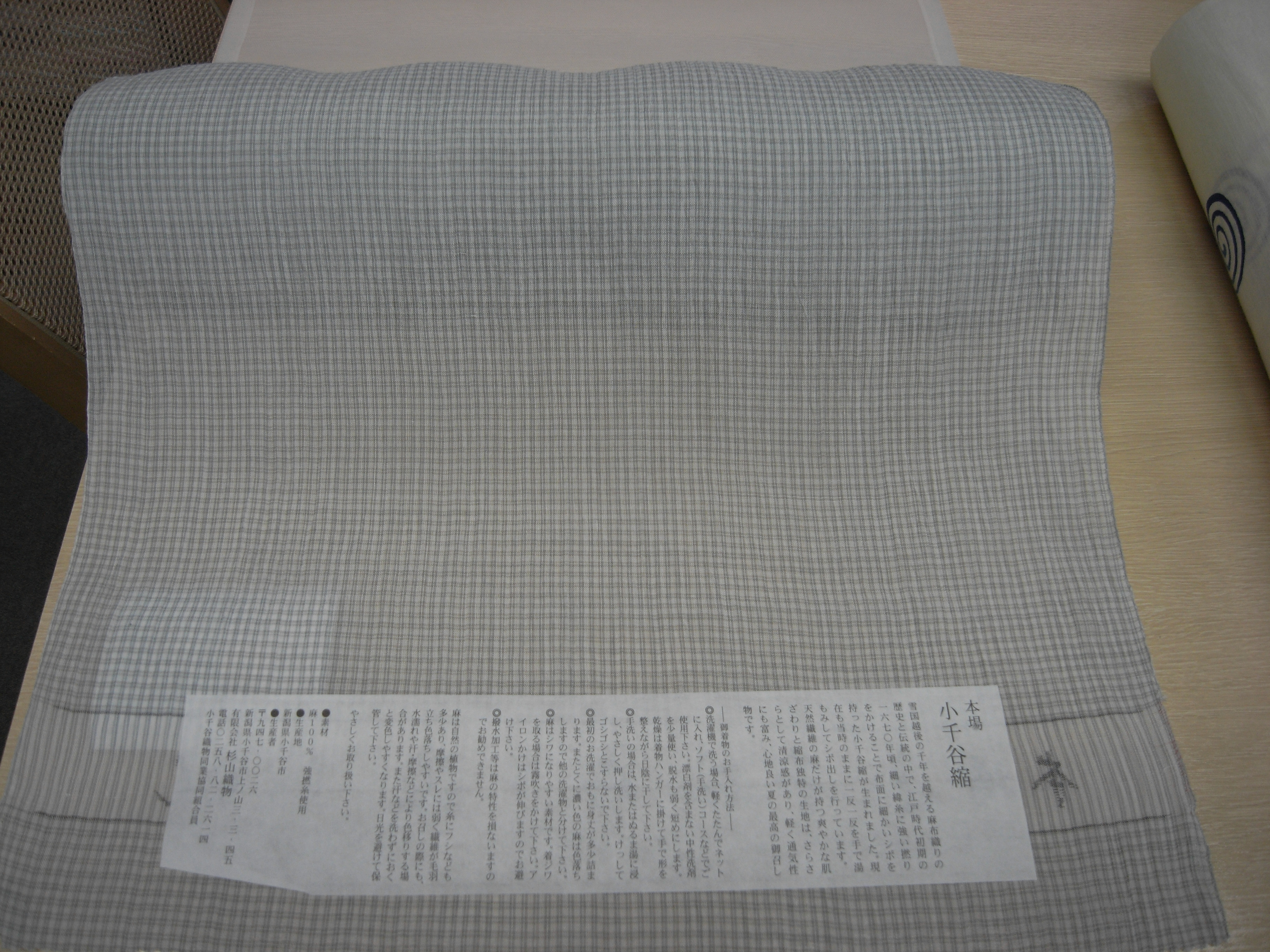
Japonská látka Ojiya-Chijimi tkaná z ramie na  zádovém stavu (technika zařazená v roce 2009 do Světového kulturního dědictví)